# Отстойный мир
«Отстойный мир» (англ. Mondo Trasho) — дебютный полнометражный немой чёрно-белый фильм 1969 года американского режиссёра Джона Уотерса, снятый в жанре чёрной комедии. В картине принимают участие Дивайн, Дэвид Локари, Мэри Вивиан Пирс и Минк Стоул.

## Сюжет
Девушка идет в парк покормить букашек мясным фаршем. Познакомившись с местным фетишистом она уединяется с ним в лесу, где он качественно вылизывает ей пятки. Закончив процедуру мадам выходит на дорогу и ее благополучно сбивает Дивайн на своем лимузине. Итогом мотаний Дивайн с полудохлой девушкой на руках стала их поимка медбратьями из дурдома. Бежать им помогает, в очередной раз появившаяся, святая Мария. Дивайн везет полутруп к доктору, который со своей стороны оказывается совершенно безумным и кровожадным. Доктор ампутирует ноги коматозной девушке и пришивает ей куриные лапки.

## В ролях
- Мэри Вивиан Пирс — Золушка
- Дивайн — Дивайн
- Дэвид Локари — Пациент клиники / Доктор Котангер
- Минк Стоул — Бездомная / Пациент клиники
- Боб Скидмор — Полицейский / Пациент клиники
- Марджи Скидмор — Дева Мария
- Джон Лейзенринг — Фетишист
- Береника Ципкус — злая сводная сестра № 1 / Заключенная в убежище / Медсестра доктора Коатангера
- Лиззи Блэк — помощник Девы Марии
- Марк Ишервуд — Автостопщик
- Джордж Фиггс[англ.] — заключенный
- Сьюзен Лоу[англ.] — заключенный
- Марина Мелин — заключенный
- Рик Морроу — фотограф
- Мими Лочары — Сноб № 2
- Джон Лейзенринг — принц
- Пэт Моран — секретарь доктора Коатангера
- Боб Уолш — держатель прачечной
- Джон Уотерс — репортер (голос)
- Патриция Уотерс — маленькая девочка
- Рип Куинн — Джейкоб Росс

## Производство
Съёмки проходили в штате Балтимор, США. Согласно свидетельствам, во время съёмок одной из сцен практически всю съёмочную группу чуть не арестовала полиция за незаконную съёмку на территории Университета Джонса Хопкинса, позднее Уотерсу предъявили обвинение за непристойное обнажение в общественном месте. Из-за низкого бюджета фильм снимался без записи звука, который позднее вместе с музыкой был добавлен при монтаже.

### Саундтрек
В полуторачасовом фильме было использовано более пятидесяти композиций. Среди плеяды мелодий были песни таких исполнителей как Литтл Ричард, Мэй Уэст, Линк Рэй и даже Игорь Стравинский. Джон Уотерс в интервью 2008 года заявил, что песни, использованные в фильме, были взяты из его собственной домашней коллекции записей. Режиссёр добавил, что он не обратил должного внимание на покупку лицензий, чтобы использовать песни, потому что он не мог себе позволить, и именно из-за этого «Отстойный мир» не распространяется на данный момент.

### Название
Название картины — это отсылка к захлестнувшей кинематограф фильмам в жанре мондо, которые были популярны в 1960-е годы. Главным вдохновением для Уотерса стала картина «Mondo Topless», одного из его любимых режиссёров — Расса Майера.

## Критика
Фильм «Отстойный мир» имеет рейтинг 43 % «свежести» на сайте Rotten Tomatoes.
Сам Уотерс заявляет, что ему плевать на этот фильм, и что изначально это должна была быть короткометражка, а не полный метр.